# Terquavion Smith
Terquavion Lamont Smith (Greenville, Carolina del Norte, 31 de diciembre de 2002) es un baloncestista estadounidense que pertenece a la plantilla del Rip City Remix de la G League. Con 1,93 metros de estatura, juega en la posición de escolta. 

## Trayectoria deportiva

### Universidad
Jugó dos temporadas con los Wolfpack de la Universidad Estatal de Carolina del Norte, en las que promedió 17,1 puntos, 3,8 rebotes, 3,1 asistencias y 1,4 robos de balón por partido. En su primera temporada anotó 96 triples, el cuarta mejor registro de la historia de la Atlantic Coast Conference. Fue incluido esa temporada en el mejor quinteto de novatos de la conferencia.
En su segunda temporada promedió 17,9 puntos, 3,6 rebotes y 4,1 asistencias por partido, que le valieron para ser incluido en el segundo mejor quinteto de la ACC.

#### Estadísticas
| Año     | Equipo   | PJ | PT | MPP  | %TC  | %3P  | %TL  | RPP | APP | ROB | TPP | PPP  |
| ------- | -------- | -- | -- | ---- | ---- | ---- | ---- | --- | --- | --- | --- | ---- |
| 2021–22 | NC State | 32 | 25 | 31.6 | .398 | .369 | .698 | 4.1 | 2.1 | 1.3 | .5  | 16.3 |
| 2022–23 | NC State | 34 | 34 | 33.6 | .380 | .336 | .701 | 3.6 | 4.1 | 1.4 | .4  | 17.9 |
| Total   | Total    | 66 | 59 | 32.6 | .388 | .352 | .700 | 3.8 | 3.1 | 1.4 | .4  | 17.1 |

### Profesional
Tras no ser elegido en el Draft de la NBA de 2023, el 1 de julio fiemó un contrato cual con los Philadelphia 76ers y su filial en la G League, los Delaware Blue Coats.
Tras una temporada en Philadelphia, donde disputó 16 encuentros con el primer equipo, los 76ers deciden no renovarle el contrato, convirtiéndose en agente libre. En julio de 2024 disputa la NBA Summer League con Portland Trail Blazers.
El 15 de septiembre de 2024 firmó con los Jiangsu Dragons de la Chinese Basketball Association.
El 7 de enero de 2025 fichó por el Darüşşafaka S.K. de la Basketbol Süper Ligi turca. En marzo dejó el equipo turco, y el 21 de ese mes firmó con los Rip City Remix.

## Estadísticas de su carrera en la NBA

### Temporada regular
| Año     | Equipo       | PJ | PT | MPP | %TC  | %3P  | %TL  | RPP | APP | ROB | TPP | PPP |
| ------- | ------------ | -- | -- | --- | ---- | ---- | ---- | --- | --- | --- | --- | --- |
| 2023-24 | Philadelphia | 16 | 0  | 5.3 | .391 | .371 | .600 | .3  | .8  | .5  | .0  | 3.3 |
| Total   | Total        | 16 | 0  | 5.3 | .391 | .371 | .600 | .3  | .8  | .5  | .0  | 3.3 |